# Hiri motu
Hiri motu är ett pidginspråk som talas på Papua Nya Guinea. Språket är primärt baserat på motu, ett austronesiskt språk som också talas på Papua Nya Guinea. Fonologi och grammatik är emellertid så olika att hiri motu-talare inte kan förstå motu, även om ordförrådet är mycket likt. Hiri motu har både austronesiska och papuanska dialekter; de papuanska dialekterna anses som standard.